# Ganganatta, Srinivaspur
Ganganatta là một làng thuộc tehsil Srinivaspur, huyện Kolar, bang Karnataka, Ấn Độ.